# Нгуен, Скотти
Тхуан «Скотти» Нгуен (англ. Thuan «Scotty» Nguyễn; родился 28 октября 1962 года в Нячанге, Вьетнам) — профессиональный игрок в покер. Член Зала славы покера с 2013 года. Обладатель пяти браслетов Мировой серии покера, победитель главного турнира WSOP 1998 года. Один из пяти игроков, побеждавших на главных турнирах WSOP и WPT. Отличается эмоциональностью за столом. Один из самых активных и узнаваемых игроков. В 2002—2004 годах попал в призы более чем на ста турнирах.

## Карьера
В США Нгуен перебрался в возрасте 13 лет. Покерную карьеру начал после того, как некоторое время работал дилером в казино.
В 1997 году Скотти выиграл свой первый браслет WSOP, а в 1998 настал черед главного турнира Мировой серии. В финальном поединке его оппонентом был Кевин МакБрайд (В♦  9♣ побили Д♥ 10♥). Во время последней раздачи Нгуен произнес знаменитую фразу «You call, it’s gonna be all over, baby!» («Уравняешь, и все будет кончено, малыш»). Триумф Скотти был омрачен трагедией — на следующий день его брат погиб в автокатастрофе. В память об этом Скотти не надевает браслет, полученный за победу. Ещё два браслета Скотти выиграл в 2001 году.
В 2006 году, после ряда попаданий за финальные столы, Нгуен одержал победу в Мировом туре покера, обыграв Майкла Мизрахи.
В 2008 году Нгуен одержал победу на чемпионате мира по H.O.R.S.E. с бай-ином $50,000, став третьим победителем этого турнира, который многими считается лучшим способом определения сильнейшего игрока в покер в мире. На турнире Нгуен играл в нетрезвом виде и вел себя неэтично по отношению к соперникам, за что подвергся критике в СМИ. После турнира Скотти принес извинения своим поклонникам за такое поведение, сказав, что оно было обусловлено огромным давлением на него.
Помимо покера, Скотти принимает участие в Ultimate Blackjack Tour.
Турнирные выигрыши Нгуена на 2008 год составили $10,009,934.